# 大賀俊二
大賀俊二（日语：／ Ōga Junji，1956年11月22日—），日本男性動畫導演、動畫演出家。Studio CAB代表董事。他使用的另一個名字是（源自Studio Cab的所在地）。
代表作有電影版《麵包超人》系列、《骷髏13》（電視動畫版）等。

## 經歷
大賀俊二在KnacK擔任製作進行一職後，成為一名自由演出家，並師從出崎統。由於這一聯繫，他主要擔任東京電影作品的演出、導演之工作。1990年，他與其他演出家共同創立了Studio CAB，並擔任代表董事。

## 參加作品

### 電視動畫
1979年
- 凡爾賽玫瑰（—1980年，演出）

1982年
- SPACE COBRA（—1983年，分鏡、演出）

1983年
- 貓♥眼（—1984年，分鏡、演出）

1986年
- Bug甜心（日语：Bugってハニー）（—1987年，分鏡、演出）

1988年
- 麵包超人（1988年—，分鏡、演出）

1990年
- 麵包超人：拯救南海！（日语：みなみの海をすくえ!）（導演）

2004年
- 猴子拳漫畫活動大寫真（日语：モンキー・パンチ漫画活動大写真）（—2005年，總導演)

2007年
- 變形金剛進化版（—2009年，演出）

2008年
- 骷髏13 (2008年版)（—2009年，總導演）

2009年
- 最強武將傳 三國演義（導演／2010年—2011年，日本語版監修）

2013年
- Aikatsu！偶像活動！（演出）

2015年
- GO-GO 塔麻可吉！（演出）

2022年
- 妖怪手錶♪（分鏡）

### 電影動畫
1983年
- 劇場版 骷髏13（助理導演）

1989年
- 麵包超人：亮晶晶星的眼淚（日语：それいけ!アンパンマン キラキラ星の涙）（助理導演）

1990年
- 麵包超人：一口村的小飯團武士/妖怪寺的狸貓鬼怪（日语：それいけ!アンパンマン ばいきんまんの逆襲）（導演）

1991年
- 甘巴與水獺的冒險（日语：ガンバの冒険）（導演）

1992年
- 麵包超人：麵包超人與愉快的夥伴們「唱歌吧！夢幻麵包超人號」（日语：それいけ!アンパンマン つみき城のひみつ#それいけ!アンパンマン アンパンマンとゆかいな仲間たち）（導演、構成）

1994年
- 麵包超人：大家聚集一起！麵包超人世界（日语：それいけ!アンパンマン リリカル☆マジカルまほうの学校#それいけ!アンパンマン みんな集まれ! アンパンマンワールド）（導演）

1995年
- 麵包超人：麵包超人與快樂的誕生日（日语：それいけ!アンパンマン ゆうれい船をやっつけろ!!#それいけ!アンパンマン アンパンマンとハッピーおたんじょう日）（導演）

1996年
- 麵包超人：細菌人與3倍拳（日语：それいけ!アンパンマン 空とぶ絵本とガラスの靴）（導演）

1997年
- 麵包超人：彩虹金字塔（日语：それいけ!アンパンマン 虹のピラミッド）（導演）

1999年
- 麵包超人：麵包超人與開心的夥伴們（日语：それいけ!アンパンマン 勇気の花がひらくとき#それいけ!アンパンマン アンパンマンとたのしい仲間たち）（導演）

2000年
- 麵包超人：炒麵麵包小子與黑色仙人掌人（日语：それいけ!アンパンマン 人魚姫のなみだ）（演出）

2001年
- 麵包超人：怪傑青蔥人與炒麵麵包小子（日语：それいけ!アンパンマン ゴミラの星）（導演）

2002年
- 麵包超人：螺旋與夢拉浮雲城的秘密（日语：それいけ!アンパンマン ロールとローラ うきぐも城のひみつ）（導演）

2005年
- 劇場版 甲蟲王者：邁向偉大的三冠王之路（導演）

2015年
- 冰川丸物語（日语：氷川丸ものがたり）（導演）

### OVA
1989年
- 虛無戰史MIROKU（日语：虚無戦史MIROKU）（分鏡、演出）
- The Hard BOUNTY HUNTER（日语：ザ・ハード）（導演）

1992年
- 帥氣女朋友（日语：ハンサムな彼女）（導演）

1999年
- （導演）

2003年
- 麵包超人與約定（導演）

2004年
- 麵包超人與開始吧！系列（2004年—，導演）

2005年
- （導演）

2008年
- 柳瀨嵩童話劇場（日语：やなせたかしメルヘン劇場）（動畫監修、分鏡、演出）

### 遊戲
1996年
- 櫻花大戰（動畫部分演出）

## 相關項目
- 東京電影
- 出崎統
- 日本動畫師列表（日语：アニメ関係者一覧）